# Hypsugo anthonyi
Hypsugo anthonyi és una espècie de ratpenat de la família dels vespertiliònids que es troba a Myanmar. El seu nom específic, anthonyi, és en honor del zoòleg i paleontòleg estatunidenc Harold Elmer Anthony.